# Jouni Kannisto
Jouni "Tane" Kannisto (* 13. Dezember 1963) ist ein finnischer Jazzsaxophonist und -flötist.
Kannisto begann zwölfjährig Gitarre zu spielen. Später kaufte er sich ein Tenorhorn und wurde Mitglied einer Blaskapelle. Vierzehnjährig wechselte er zum Tenorsaxophon und spielte bereits im Folgejahr regelmäßig in einer Tanzband. Während seiner Highschoolzeit begann er Flöte zu spielen und wurde Flötist der Turku Big Band.
1982 begann er am Konservatorium von Turku zu studieren, wodurch er 1985 Edward Vesala kennenlernte. 1987 wurde er Mitglied von dessen Band Sound & Fury. Er spielte auf drei ihrer Alben (Ode to the Death of Jazz, Invisible Storm und Nordic Gallery) und nahm an Tourneen der Band durch Europa und Großbritannien (1993) und durch Japan, Taiwan und Südkorea (1997) teil.
Daneben war Kannisto Saxophonist der finnisch-norwegischen Band Rollin’ Thunder von Jorma Tapio und arbeitete mit dem Gitarristen Niklas Winter zusammen. Als Mitglied von dessen Quartett (neben Severi Pyysalo und Matti Moilanen) nahm er 2002 das Album Piae Cantiones auf.
| Personendaten    | Personendaten          |
| ---------------- | ---------------------- |
| NAME             | Kannisto, Jouni        |
| ALTERNATIVNAMEN  | Kannisto, Tane         |
| KURZBESCHREIBUNG | finnischer Jazzmusiker |
| GEBURTSDATUM     | 13. Dezember 1963      |